# Antihemoragic
Antihemoragicele (uneori denumite și hemostatice) reprezintă o clasă de medicamente folosite pentru a combate hemoragiile (oprirea sângerărilor), prin stabilizarea procesului de hemostază.
Antihemoragicele utilizate în terapie prezintă mai multe mecanisme de acțiune:
- Medicamentele sistemice inhibă procesul de fibrinoliză sau promovează coagularea;
- Hemostaticele locale acționează prin producerea unei vasoconstricții locale sau prin inducerea agregării plachetare.

## Clasificare

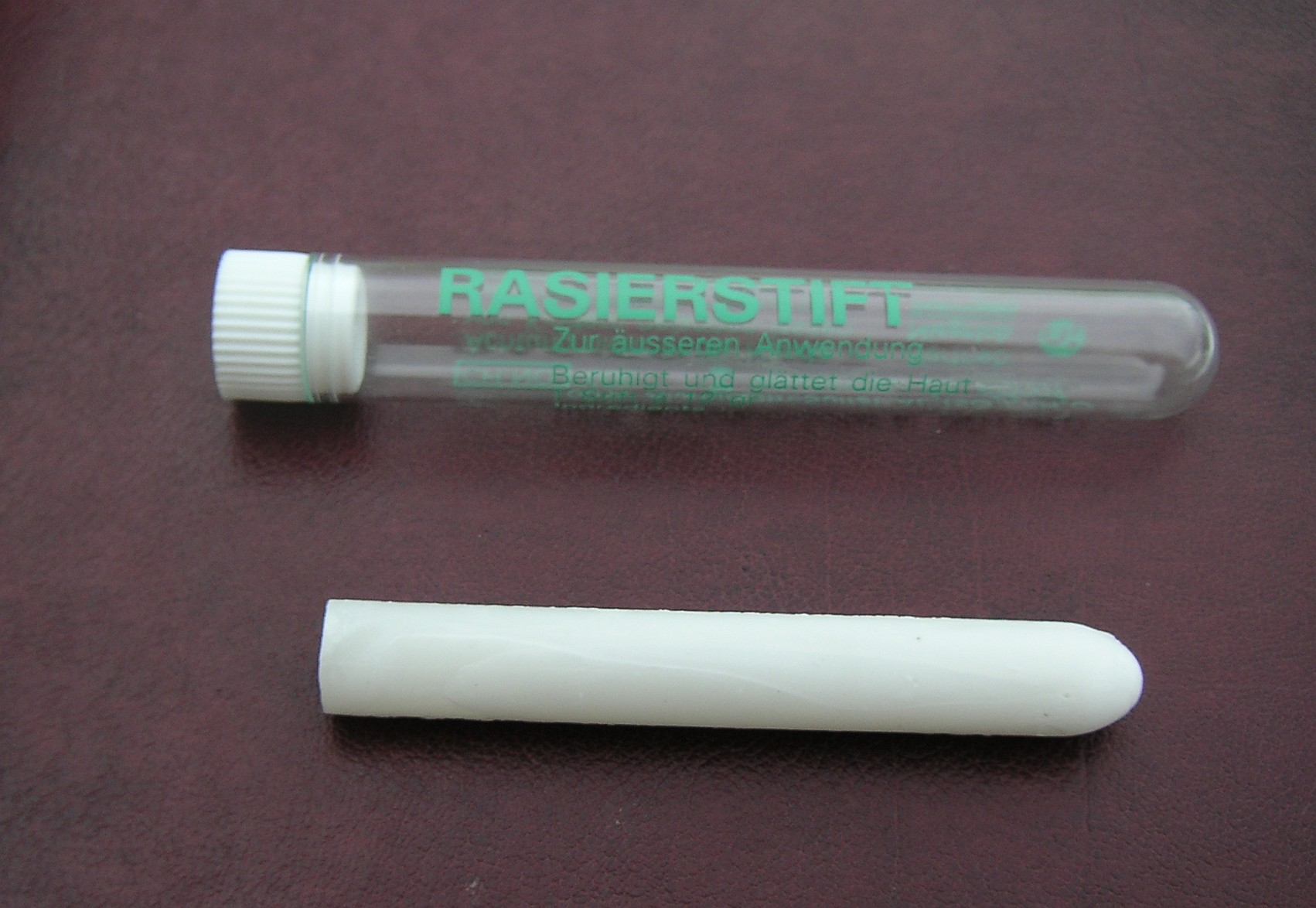
Un creion hemostatic

### Sistemice
Antihemoragicele sistemice sunt: anti-fibrinolitice, factori ai coagulării din sânge, fibrinogenul și vitamina K.

### Locale
Antihemoragicele sistemice (hemostatice topice) sunt utilizate în situațiile hemoragice de urgență, în special în medicina militară. Pot fi sub formă de pulbere de administrat direct pe rană, sub formă de creion (adesea cu substanțe astringente) sau se pot afla în interiorul unor comprese.